# Diócesis de Troyes
La diócesis de Troyes (en latín: Dioecesis Trecensis y en francés: Diocèse de Troyes) es una circunscripción eclesiástica de la Iglesia católica en Francia. Se trata de una diócesis latina, sufragánea de la arquidiócesis de Reims. Desde el 11 de diciembre de 2021 su obispo es Alexandre Joly.

## Territorio y organización

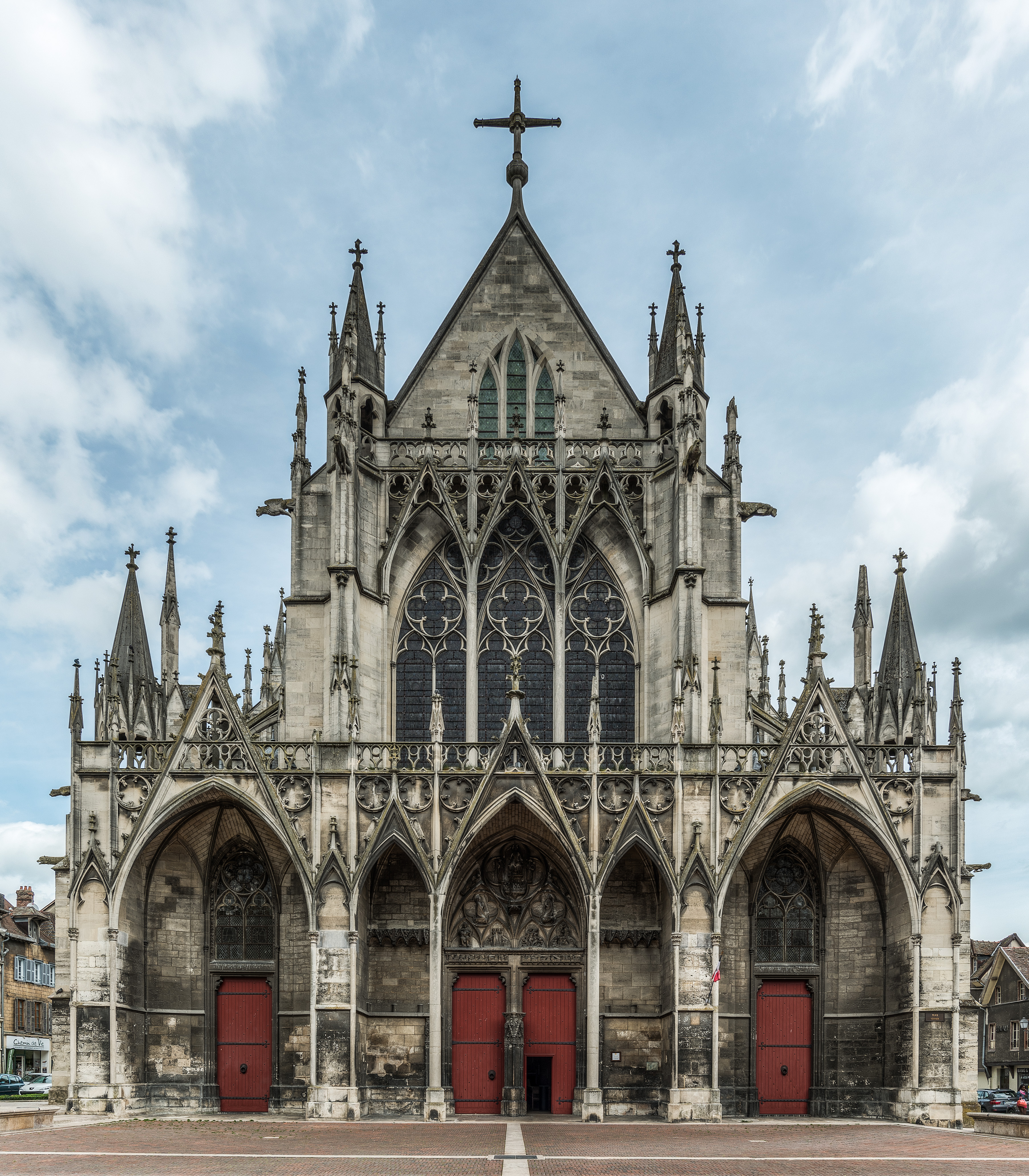
Basílica de San Urbano, en Troyes

La diócesis tiene 6026 km² y extiende su jurisdicción sobre los fieles católicos de rito latino residentes en el departamento de Aube en la región de Gran Este.  

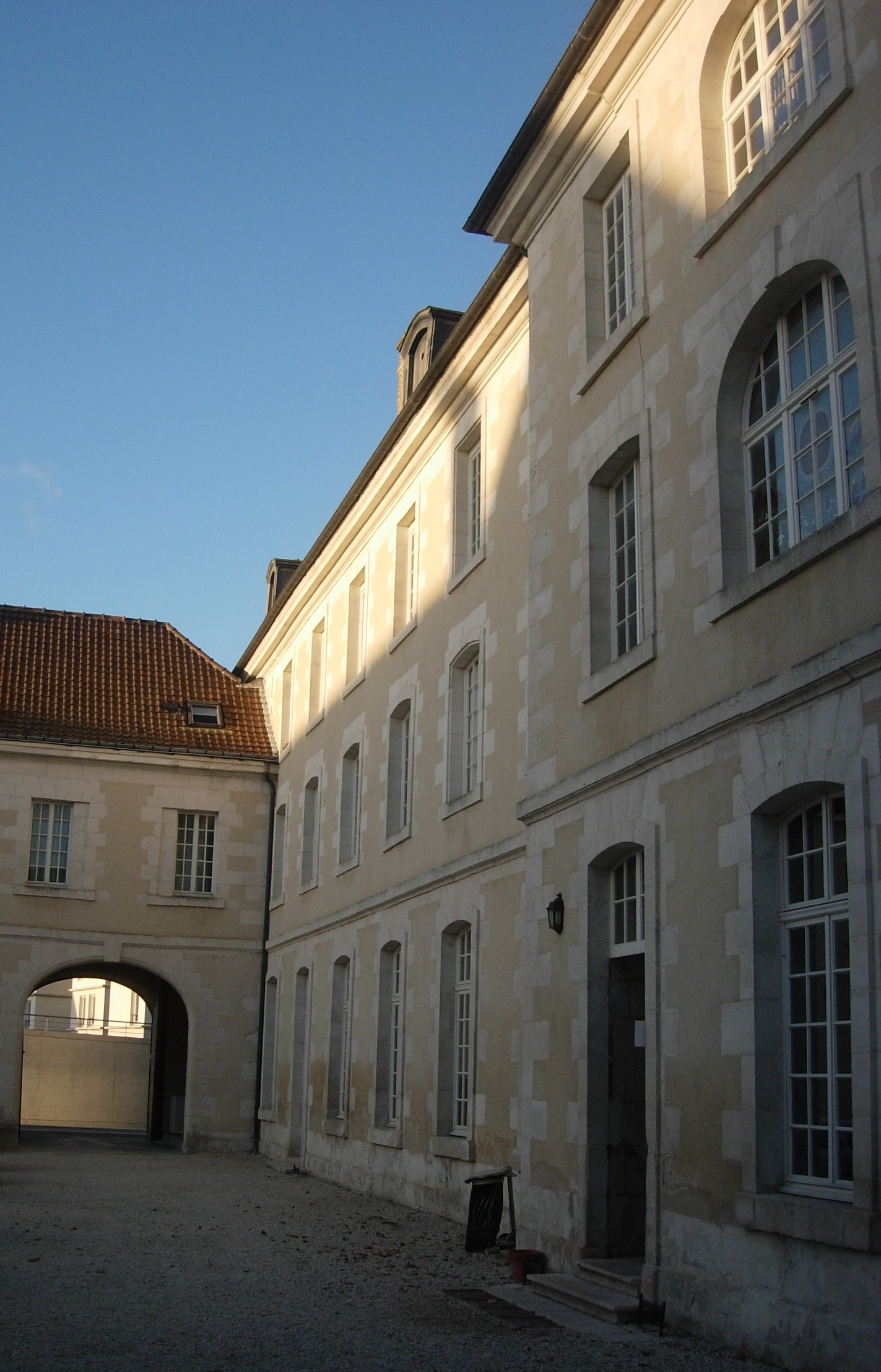
Antiguo seminario mayor de Troyes

La sede de la diócesis se encuentra en la ciudad de Troyes, en donde se halla la Catedral de San Pedro y San Pablo y la basílica de San Urbano.

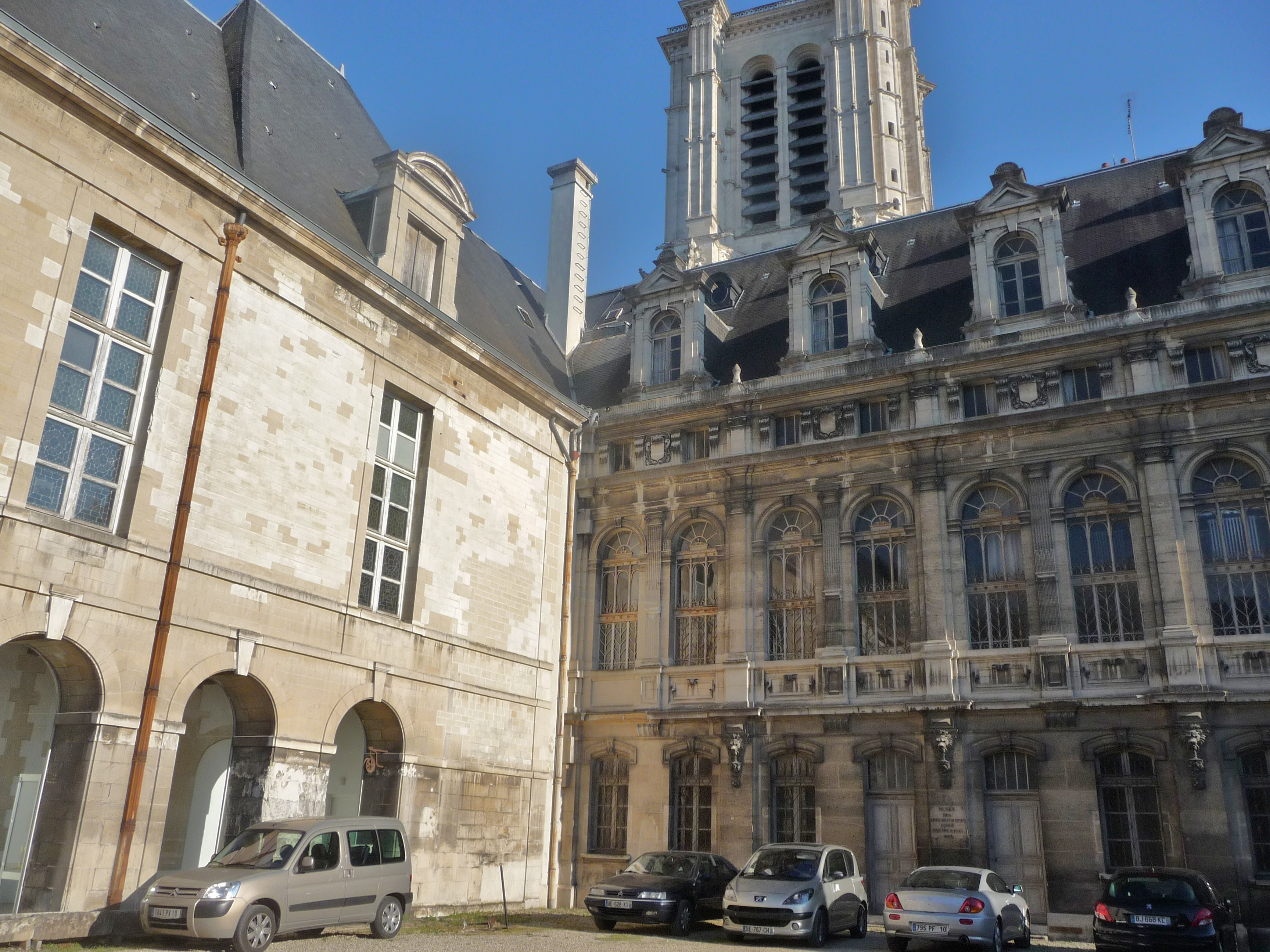
Abadía de San Lupo, en Troyes, construida en el, alberga actualmente el Museo de Bellas Artes

En 2022 en la diócesis existían 43 parroquias.

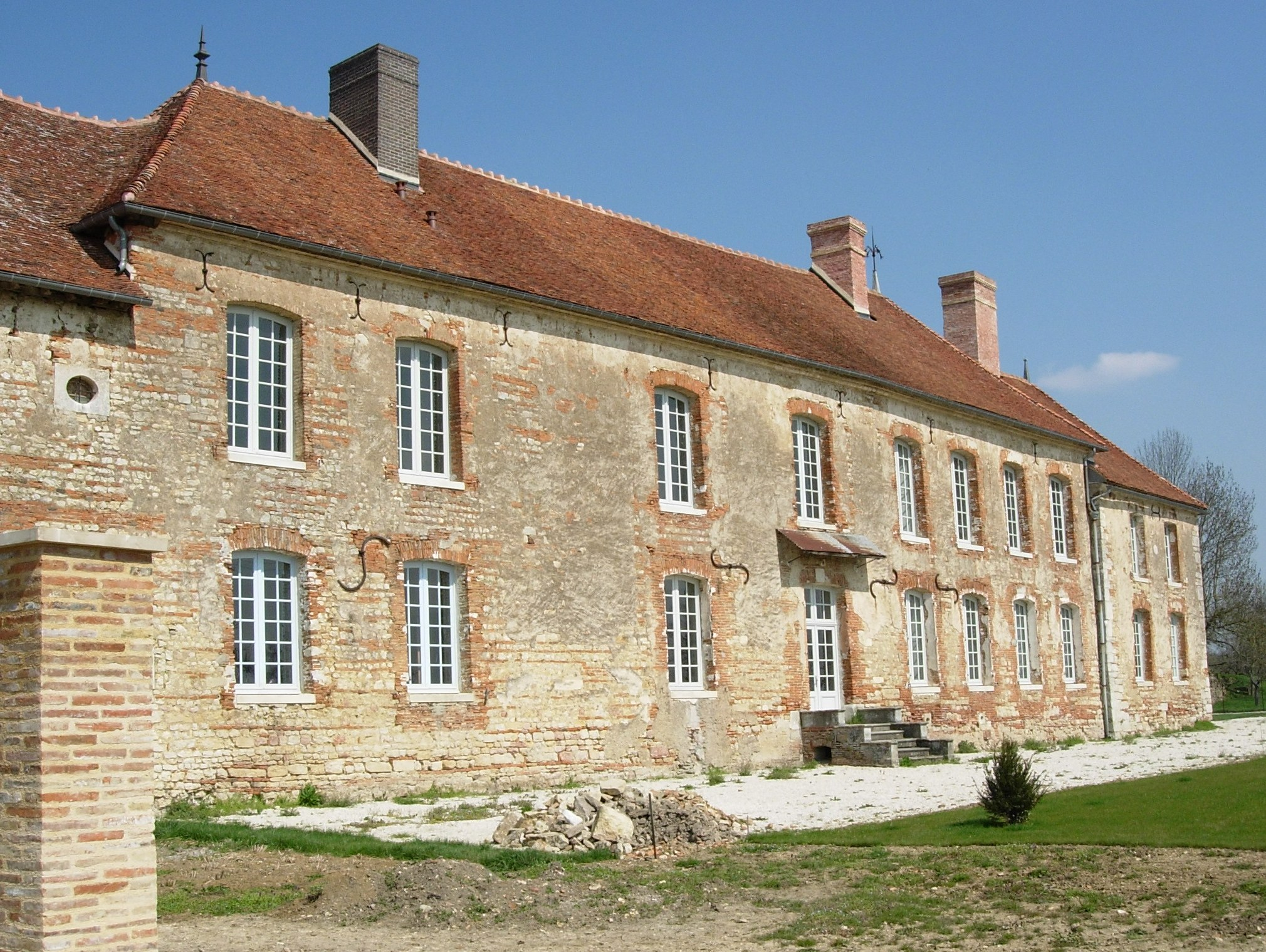
Abadía de Montiéramey, construida en el

## Historia
La diócesis fue erigida en la primera mitad del siglo IV. Los primeros obispos se conocen gracias a un catálogo de finales del siglo XII, pero ya conocido en el siglo IX, considerado fiable por Louis Duchesne.
El primer obispo históricamente documentado es Optaciano, cuya firma se encuentra en el documento redactado en el año 346 con el que, en el pseudoconcilio de Colonia, un grupo de obispos hizo suya la decisión del Concilio de Sárdica a favor de san Atanasio. Después de él, los antiguos catálogos episcopales informan de una serie de obispos conocidos sólo por su presencia en los mismos catálogos. Tras estos se conoce al obispo san Lupo, que vivió a mediados del siglo V, famoso sobre todo por haber defendido la ciudad de las hordas hunas de Atila.
Tricassium (antigua Augustobona), capital del pueblo celta de los tricasses, fue una civitas de la Galia Lugdunense IV (o Senonia), como atestigua una Notitia Galliarum de principios del siglo V. Desde el punto de vista religioso, así como civil, Troyes dependía de la provincia eclesiástica de la arquidiócesis de Sens, sede metropolitana provincial.
La ciudad fue sede de varios concilios provinciales: en 867, en 1104, en 1107 y en 1129.
La construcción de la catedral gótica de Troyes comenzó en 1208 y continuó hasta el siglo XVII. A finales del siglo XIII también se construyó en Troyes la basílica de San Urbano, por encargo del papa Urbano IV, originario de Troyes.
En 1736 el obispo Jacques-Bénigne Bossuet, sobrino del teólogo Jacques Bénigne Bossuet, publicó un misal en el que se recogían diversas instancias jansenistas: el canon, el secreto y todo el Domine non sum dignus debían pronunciarse en voz alta, las fiestas marianas eran minimizada y el altar tuvo que ser decorado únicamente con el crucifijo, sin la presencia de jarrones. El arzobispo metropolitano de Sens Jean-Joseph Languet de Gergy condenó ese misal que, gracias a una intervención de la Corona, fue abandonado.
Al inicio de la Revolución francesa, la diócesis incluía aproximadamente 400 parroquias, agrupadas en 1 arciprestazgo, 5 arcedianatos y 8 decanatos. También había en el territorio 10 colegiatas y 19 abadías, de las cuales 15 eran masculinas y 4 femeninas.
Tras el concordato mediante la bula Qui Christi Domini del papa Pío VII del 29 de noviembre de 1801, incorporó los territorios de las sedes suprimidas de Auxerre y Sens y parte del territorio de la diócesis de Langres; al mismo tiempo se convirtió en sufragánea de la arquidiócesis de París.
El 6 de octubre de 1822, mediante la bula Paternae charitatis del papa Pío VII, las diócesis de Auxerre y Langres y la arquidiócesis de Sens fueron restablecidas y la diócesis de Troyes volvió a ser sufragánea de la arquidiócesis de Sens.
El 8 de diciembre de 2002, con la reorganización de los distritos diocesanos franceses, pasó a formar parte de la provincia eclesiástica de la arquidiócesis de Reims.

## Estadísticas
Según el Anuario Pontificio 2023 la diócesis tenía a fines de 2022 un total de 216 000 fieles bautizados.
| Año                                                                             | Población            | Población | Población      | Sacerdotes | Sacerdotes    | Sacerdotes    | Bautizados por sacerdote | Diáconos permanentes | Religiosos | Religiosos | Parroquias |
| Año                                                                             | Bautizados católicos | Total     | % de católicos | Total      | Clero secular | Clero regular | Bautizados por sacerdote | Diáconos permanentes | Varones    | Mujeres    | Parroquias |
| ------------------------------------------------------------------------------- | -------------------- | --------- | -------------- | ---------- | ------------- | ------------- | ------------------------ | -------------------- | ---------- | ---------- | ---------- |
| 1950                                                                            | 200 000              | 235 000   | 85.1           | 234        | 207           | 27            | 854                      |                      | 56         | 550        | 457        |
| 1969                                                                            | 200 000              | 268 460   | 74.5           | 221        | 182           | 39            | 904                      |                      | 80         | 524        | 103        |
| 1980                                                                            | 201 000              | 294 000   | 68.4           | 179        | 145           | 34            | 1122                     |                      | 65         | 454        | 425        |
| 1990                                                                            | 203 000              | 293 000   | 69.3           | 145        | 118           | 27            | 1400                     | 2                    | 51         | 319        | 425        |
| 1999                                                                            | 220 000              | 300 000   | 73.3           | 106        | 86            | 20            | 2075                     | 14                   | 30         | 269        | 425        |
| 2000                                                                            | 204 600              | 292 131   | 70.0           | 104        | 85            | 19            | 1967                     | 14                   | 34         | 224        | 425        |
| 2001                                                                            | 205 612              | 292 131   | 70.4           | 93         | 75            | 18            | 2210                     | 14                   | 28         | 259        | 425        |
| 2002                                                                            | 205 612              | 292 131   | 70.4           | 105        | 88            | 17            | 1958                     | 16                   | 35         | 219        | 59         |
| 2003                                                                            | 205 612              | 292 131   | 70.4           | 99         | 82            | 17            | 2076                     | 16                   | 36         | 231        | 59         |
| 2004                                                                            | 205 612              | 292 131   | 70.4           | 94         | 77            | 17            | 2187                     | 16                   | 36         | 139        | 59         |
| 2010                                                                            | 210 000              | 296 000   | 70.9           | 111        | 88            | 23            | 1891                     | 20                   | 32         | 187        | 61         |
| 2014                                                                            | 216 800              | 303 997   | 71.3           | 80         | 64            | 16            | 2710                     | 20                   | 21         | 158        | 44         |
| 2017                                                                            | 219 518              | 315 000   | 69.7           | 67         | 51            | 16            | 3276                     | 24                   | 19         | 100        | 43         |
| 2020                                                                            | 215 700              | 310 000   | 69.6           | 62         | 50            | 12            | 3479                     | 23                   | 16         | 107        | 43         |
| 2022                                                                            | 216 000              | 310 242   | 69.6           | 50         | 40            | 10            | 4320                     | 22                   | 12         | 100        | 43         |
| Fuente: Catholic-Hierarchy, que a su vez toma los datos del Anuario Pontificio. |                      |           |                |            |               |               |                          |                      |            |            |            |

## Episcopologio
- San Amatore †
- Optaziano † (mencionado en 346)
- Leone †
- Eraclio †
- San Melanio †
- Aureliano †
- San Orso †
- San Lupo I † (426 o 427-29 de julio de 478 o 479 falleció)
- San Cameliano † (circa 478 o 479-después de 511)
- San Vincenzo † (antes de 533-después de 541)[nota 2]
- Ambrogio † (mencionado en 549)
- Gallomagno † (antes de 573-después de 581)
- Agrezio † (mencionado en 585)
- Lupo II †
- Evodio † (en la época de Desiderio de Auxerre)[nota 3]
- Modegisilo †
- Ragnegisilo † (mitad del siglo VII)
- San Leuco †
- Bertoaldo † (mencionado en 660)
- Vanmiro o Vaimerio †
- Abbone † (antes de 667-después de 673[nota 4])
- Vulfred †
- Ragemberto †
- Aldoberto †
- Fredeberto †
- Gaucerio †
- Arduino †
- Censardo †
- San Bobino †
- Amingo †
- Aldegario † (mencionado entre 787 y el 797)
  - Osulfo † (obispo electo)
- Bertulfo †
- Elia † (antes de 829-otoño de 836 falleció)
- Adalberto † (837-después de octubre de 843)[5]
- San Prudencio † (antes de 846[5]-6 de abril de 861 falleció)
- Fulcherio † (861-869 o 870 falleció)
- Ottulfo † (antes del 25 de junio de 870-después de 878)
- Bodone † (antes de 882-después de marzo de 891)
- Rieveo † (895-?)
- Otberto † (inicio del siglo X)[nota 5]
- Ansegiso † (912 o 914-28 de diciembre de 970[nota 6] falleció)
- Valone † (971-5 de marzo circa 973 falleció)
- Adrico †
- Milone I † (antes de 980-después de 982)
- Manassès de Montdidier † (antes de 990-11 de junio de 993[nota 7] falleció)
- Renaud I †
- Fromond I † (antes de 998-1034 falleció)
- Mainard † (1034-noviembre de 1049 nombrado arzobispo de Sens)
- Fromond II † (1049-después de 1050)
- Hugues de Paris † (antes de abril de 1059-después de 1071)
- Gauthier †
- Hugues de Dampierre † (antes de 1075-circa 1082 falleció)
- Milon de Pont † (1083-7 de noviembre de 1121 falleció)
- Renaud de Montlhéry † (1121-6 de enero de 1122 falleció)
- Hatton † (1122-1145 renunció)
- Henri de Carinthie, O.Cist. † (1145-30 de enero de 1169 falleció)
- Matthieu † (1169-28 de septiembre de 1180 falleció)
- Manassé de Pougy † (1181-11 de junio de 1190 falleció)
- Barthélémy Haïce de Plancy † (1190-20 de febrero de 1193 falleció)
- Garnier de Traînel † (1193-14 de abril de 1205 falleció)
- Hervée † (20 de febrero de 1207-2 de julio de 1223 falleció)
- Robert † (agosto de 1223-3 de junio de 1233 falleció)
- Nicolas de Brie † (antes del 30 de octubre de 1233-24 de abril de 1269 falleció)
- Jean de Nanteuil (Jean de Troyes) † (antes de julio de 1269-3 de agosto de 1298 falleció)
- Guichard, O.S.B. † (1298-14 de marzo de 1314 nombrado obispo de Bosnia)
- Jean d'Auxois I † (14 de marzo de 1314-13 de enero de 1317 falleció)
- Guillaume Méchin † (2 de marzo de 1317-26 de abril de 1324 nombrado obispo de Dol)
- Jean de Cherchemont † (26 de abril de 1324-18 de febrero de 1326 nombrado obispo de [{Diocesis de Amiens|Amiens]])
- Jean d'Aubigny † (18 de febrero de 1326-6 de noviembre de 1341 falleció)
- Jean d'Auxois II † (24 de septiembre de 1342-30 de enero de 1353 nombrado obispo de Auxerre)
- Henri de Poitiers † (13 de marzo de 1353-25 de agosto de 1370 falleció)
- Jean de Braque † (20 de septiembre de 1370-10 de agosto de 1375 falleció)
- Pierre de Villiers † (12 de septiembre de 1375-11 de junio de 1377 falleció)
- Pierre d'Arcy † (1377-18 de abril de 1395 falleció)
- Etienne de Givry † (19 de julio de 1395-26 de abril de 1426 falleció)
- Jean Léguisé † (23 de agosto de 1426-3 de agosto de 1450 falleció)
- Louis Raguier † (23 de diciembre de 1450-3 de diciembre de 1483 renunció)
- Jacques Raguier † (3 de diciembre de 1483 por sucesión-14 de noviembre de 1518 falleció)
- Guillaume Petit, O.P. † (24 de enero de 1519-18 de septiembre de 1527 nombrado obispo de Senlis)
- Odard Hennequin † (18 de septiembre de 1527-13 de noviembre de 1544 falleció)
- Luigi di Guisa † (11 de mayo de 1545-1550 renunció)
- Antonio Caracciolo † (5 de octubre de 1551-1561 renunció)[nota 8]
- Claude-ChArlés-Roger de Bauffremont † (16 de diciembre de 1562-24 de septiembre de 1593 falleció)
  - René Benoit † (3 de mayo de 1594-1604 renunció) (obispo electo)[nota 9]
- René de Breslay † (18 de julio de 1605-2 de noviembre de 1641 falleció)
- François Malier du Houssay † (2 de noviembre de 1641 por sucesión-11 de octubre de 1678 falleció)
- François Bouthillier de Chavigny † (6 de febrero de 1679-antes del 10 de marzo de 1698 renunció)
- Denis-François Bouthillier de Chavigny † (10 de marzo de 1698-11 de mayo de 1718 nombrado arzobispo de Sens)
- Jacques-Bénigne Bossuet † (27 de junio de 1718-30 de marzo de 1742 renunció)
- Mathieu Poncet de la Rivière † (9 de julio de 1742-28 de febrero de 1758 renunció)
- Jean-Baptiste-Marie Champion de Cicé † (2 de agosto de 1758-16 de febrero de 1761 nombrado obispo de Auxerre)
- Claude-Mathias-Joseph de Barral † (16 de febrero de 1761-23 de enero de 1791 renunció)
- Louis-Mathias de Barral † (23 de enero de 1791 por sucesión-5 de octubre de 1801 renunció[nota 10])
- Marc-Antoine de Noé † (11 de abril de 1802-22 de septiembre de 1802 falleció)
- Louis-Apollinaire de La Tour du Pin-Montauban † (20 de diciembre de 1802-28 de noviembre de 1807 falleció)
- Etienne-Marie de Boulogne † (11 de julio de 1808-13 de mayo de 1825 falleció)[nota 11]
- Jacques-Louis-David de Seguin des Hons † (19 de diciembre de 1825-31 de agosto de 1843 falleció)
- Jean-Marie-Mathias Debelay † (22 de enero de 1844-11 de diciembre de 1848 nombrado arzobispo de Aviñón)
- Pierre-Louis Coeur † (11 de diciembre de 1848-9 de octubre de 1860 falleció)
- Emmanuel-Jules Ravinet † (18 de marzo de 1861-2 de agosto de 1875 renunció)
- Pierre-Louis-Marie Cortet † (23 de septiembre de 1875-15 de febrero de 1898 falleció)
- Gustave-Adolphe de Pélacot † (24 de marzo de 1898-15 de abril de 1907 nombrado arzobispo de Chambéry)
- Laurent-Marie-Etienne Monnier † (10 de octubre de 1907-7 de julio de 1927 falleció)
- Maurice Feltin † (19 de diciembre de 1927-16 de agosto de 1932 nombrado arzobispo de Sens)
- Joseph-Jean Heintz † (7 de diciembre de 1933-4 de marzo de 1938 nombrado obispo de Metz)
- Joseph-ChArlés Lefèbvre † (27 de julio de 1938-17 de junio de 1943 nombrado arzobispo de Bourges)
- Julien Le Couëdic † (4 de noviembre de 1943-21 de febrero de 1967 retirado[nota 12])
- André Pierre Louis Marie Fauchet † (21 de febrero de 1967-4 de abril de 1992 retirado)
- Gérard Antoine Daucourt (4 de abril de 1992 por sucesión-2 de julio de 1998 nombrado obispo de Orleans)
- Marc Camille Michel Stenger (30 de abril de 1999-28 de diciembre de 2020 renunció)
- Alexandre Joly, desde el 11 de diciembre de 2021